# 臺灣詩選
臺灣詩選，創立於1982年，為台灣每年度出版的文學選集。最初由爾雅出版社出版，而後由現代詩社、創世紀詩社、台灣詩學季刊雜誌社輪流出版，2003年開始由二魚出版社出版至今。
1982年，詩人張默與爾雅發行人隱地共同創辦「年度詩選」，最初參與編輯之詩人學者有向明、張漢良、蕭蕭、李瑞騰、向陽等，為華文世界年度詩選的開端。 作為最具代表性的年度文學選集之一，爾雅版的年度詩選為台灣新詩發展留下重要的研究材料。 二魚出版社接編年度詩選時，將「年度詩選」改名為「臺灣詩選」，並將民國紀年調整為西元紀年，由向陽、陳義芝、蕭蕭、焦桐、白靈五位輪流主編，每年合議推選該年度的年度詩獎。
除了爾雅、二魚版的年度詩選，臺灣的另一部年度詩選由前衛出版社、春暉出版社先後承續。

## 歷屆主編
| 年度 | 主編   |
| ---- | ------ |
| 2018 | 凌性傑 |
| 2019 | 孫梓評 |
| 2020 | 達瑞   |
| 2021 | 林達陽 |
| 2022 | 林婉瑜 |
| 2023 |        |

## 個別年度

### 2005臺灣詩選
2005年的台灣詩選主編為蕭蕭，書中最大特色為主編為每篇新詩後增錄導讀，將台灣老中青三代的新詩詩人所做的重要作品，做年度的整理。選入《2005臺灣詩選》的作者有席慕蓉、王宗仁、夏菁、蘇紹連、王潤華、管管、龔華、鴻鴻、楊牧、莫渝、紀弦、黃春明、岩上、鹿苹、吳晟、陳育虹、路寒袖、綠蒂、白靈、陳大為、王添源、林文義、黃克全、吳岱穎、江文瑜、蔡振念、洛夫、方明、余光中、康原、辛鬱、游喚、莊柏林、林婉瑜、陳義芝、鄧榮坤、陳黎、方群、李癸雲、辛牧、潘郁琦、杜十三、向明、吳櫻、顏艾琳、辛金順、奎澤石頭、李進文、陳克華、丁威仁、甘子建、林煥彰、碧果、張錯、鍾順文、李長青、葉維廉、隱地、張默、詹義農、詹澈及周夢蝶。